# How She Won Him
How She Won Him è un cortometraggio muto del 1910. Il nome del regista non viene riportato. Per Helen Gardner, che cominciò la carriera lavorando alla Vitagraph, il film segna il suo esordio come attrice cinematografica.

## Produzione
Il film fu prodotto dalla Vitagraph Company of America.

## Distribuzione
Distribuito dalla General Film Company, il film - un cortometraggio in una bobina - uscì nelle sale cinematografiche statunitensi il 9 settembre 1910.